# Емілі Хег Арнцен
Емілі Хег Арнцен (норв. Emilie Hegh Arntzen, нар. 1 січня 1994) — норвезька гандболістка, бронзова призерка Олімпійських ігор 2016 року. Чемпіонка світу і Європи.

## Виступи на Олімпіадах
| Олімпіада           | Дисципліна | Місце |
| ------------------- | ---------- | ----- |
| Ріо-де-Жанейро 2016 | гандбол    | 3     |